# Boninagrion
Boninagrion is een geslacht van libellen (Odonata) uit de familie van de waterjuffers (Coenagrionidae).

## Soorten
Boninagrion omvat 1 soort:
- Boninagrion ezoin Asahina, 1952